# Station Nishitanabe
Station Nishitanabe (西田辺駅, Nishitanabe-eki) is een metrostation in de wijk Abeno-ku in de Japanse stad Osaka. Het wordt aangedaan door de Midosuji-lijn. Het station heeft twee zijperrons.

## Treindienst

### Metro van Osaka(stationsnummer M25)
| 1 | ■Midosuji-lijn | richting Abiko en Nakamozu                          |
| 2 | ■Midosuji-lijn | richting Tennōji, Namba, Umeda, Shin-Osaka en Esaka |

## Geschiedenis
Het station werd in 1952 geopend en deed tot 1960 dienst als eindhalte van de Midosuji-lijn toen deze werd verlengd naar Abiko.

## Overig openbaar vervoer
Bussen 3 en 54

## Stationsomgeving
- Station Tsurugaoka (Hanwa-lijn)
- Hoofdkantoor van Sharp
- Nagaike-park
- Brandweerkazerne
- Izumiya (supermarkt)
- Mitsubishi Tokyo UFJ Bank
- Sumitomo Mitsui Bank
- 7-Eleven
- Lawson
- AM/PM
- Tsutaya